# Muestra de vellosidades coriónicas

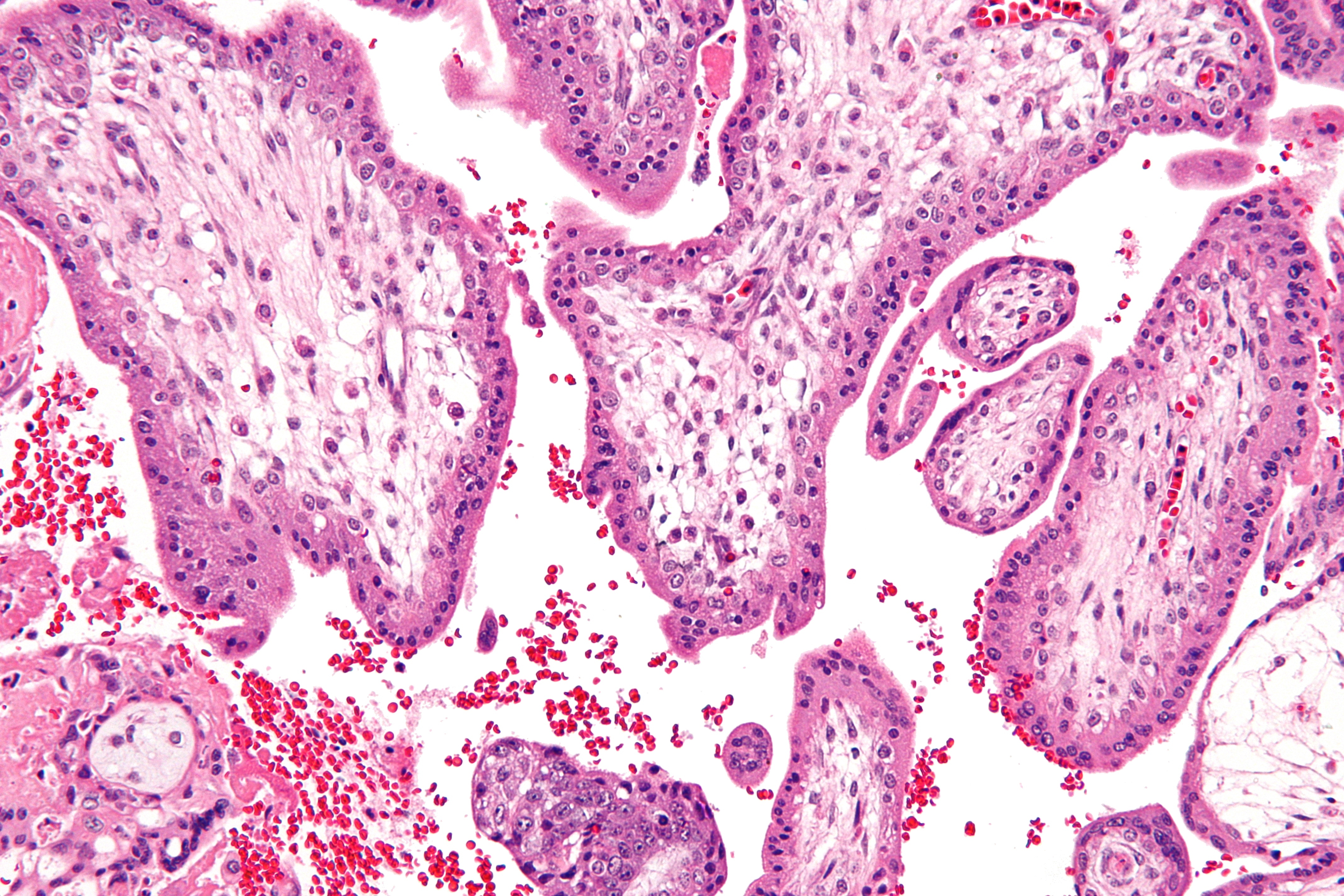
Micrografía de gran aumento de los productos de la concepción (vellosidades coriónicas).

La biopsia de corion o biopsia corial (menos conocida como muestra de vellosidades coriónicas) es un procedimiento de diagnóstico prenatal para determinar si existen cromosomopatías en el embrión. Consiste en la extracción de un pequeño trozo de corion (vellosidades coriónicas) y su análisis mediante técnicas FISH (hibridación fluorescente in situ) o PCR (reacción en cadena de la polimerasa). Se realiza habitualmente en las semanas 10-12 de embarazo, y es esta su gran ventaja con respecto a la amniocentesis, que se realiza a partir de la semana 15.

## Procedimiento
Se tarda entre 10 y 20 minutos en realizarla. Se toma una pequeña muestra del corion (el tejido externo que rodea el feto y la placenta) y se analiza. Valiéndose de ultrasonido para guiar la sonda, se inserta un tubo delgado y hueco en la vagina o en la pared abdominal, hasta el útero, y se extraen varias células coriónicas, idénticas a las del feto. El análisis de estas células proporciona una "ventana" para ver el feto.
En alguna ocasión se puede perforar la bolsa amniótica y producir infección y hemorragia. Aun así, parece que el riesgo de aborto sólo aumenta en un 1%.
Esta prueba se puede llevar a cabo antes que la amniocentesis y se obtienen los resultados en unas dos o tres semanas. Por lo tanto, permite que la mujer tome una decisión sobre la posibilidad de aborto de manera más precoz, antes de la semana 15, a partir de la cual se puede realizar la amniocentesis.
- Datos: Q1076497